# Карпов, Василий Петрович
Василий Петрович Карпов — воевода и наместник во времена правления Ивана IV Васильевича Грозного.
Из дворянского рода Карповы, ветвь Рюриковичи. Единственный сын Петра Фёдоровича Карпова по прозванию Муха, упомянутого в Новгородском походе 1492 года, и воеводою Мценска в 1495 году.

## Биография
В феврале 1547 года в день бракосочетания царя Ивана Грозного с Анастасией Романовной Юрьевой-Захарьиной в свадебном поезде был первый царицын. В ноябре 1547 года на свадьбе родного брата Государя — князя Юрия Васильевича и княжны Иулианы Дмитриевны Палицкой нёс третьим княжеский каравай. В октябре 1551 года написан во второю статью московских детей боярских — тридцать шестым.  В 1552 году второй воевода в Мценске. В 1553 году второй воевода в Туле. В 1557 году упомянут наместником в Стародубе. В 1558 году годовал пятым воеводою в Свияжске.
По родословной росписи показан бездетным.